# سيف أباد (تشغاخور)
سيف أباد (بالفارسية: سیف‌آباد) هي قرية تقع في إيران في قسم تشغاخور الريفي. يقدر عدد سكانها بـ 110 نسمة .